# The New York Times Best Seller list
The New York Times Best Seller list es ampliamente considerada como la lista preeminente de los libros más vendidos en los Estados Unidos. Publicada semanalmente en The New York Times Book Review, la lista de superventas es editada en el The New York Times desde el 12 de octubre de 1931.

## Historia
Aunque la primera lista de Best Sellers en América fue publicada en 1895, en The Bookman, una lista de Best Sellers no fue publicada en The New York Times hasta 36 años después, con poca repercusión, el 12 de octubre de 1931. Esta consistía en cinco libros de ficción y cinco de no-ficción solo para la ciudad de Nueva York. El mes siguiente la lista se amplió a ocho ciudades más, con listas separadas para cada ciudad. A comienzos de los años 40 ya eran catorce las listas de ciudades incluidas. La lista nacional fue creada el 9 de abril de 1942, en The New York Times Book Review (domingos) como suplemento a las listas regulares de cada ciudad (edición de los lunes). La lista nacional basaba su ranking en cuántas veces aparecía cada libro en las listas de las ciudades. Unos años más tarde, las listas de las ciudades fueron eliminadas completamente dejando solo la lista nacional, que fue recopilada de acuerdo con "los informes de los libreros líderes en 22 ciudades". Esta metodología de ranking por ventas de libros se mantiene hasta nuestros días, aunque el proceso exacto de recopilación es un secreto comercial que ha ido evolucionando con el tiempo.
Hacia los años 50, la lista del Times se había convertido en la mejor para los profesionales del sector, junto con Publishers Weekly. En los 60 y 70, las cadenas de librerías B. Dalton, Crown Books y Waldenbooks se embarcaron en un modelo de negocio de venta de libros recién publicados (de primera línea), en especial libros para el público masivo, como best sellers, dando así más importancia a la lista del New York Times para lectores y libreros.

## Composición
La lista la componen editores del departamento de "Noticias y Encuestas", y no del departamento de The New York Times Book Review, donde es publicada. Ésta se basa en los informes de ventas semanales obtenidos por vendedores, librerías y mayoristas independientes a lo largo de Estados Unidos. Las cifras de ventas representan los libros que hayan sido efectivamente vendidos al por menor, en lugar de al por mayor. El Times realiza encuestas a los vendedores para reflejar mejor qué está siendo comprado por los clientes. Algunos libros son marcados con una daga que indica que un número significativo de los pedidos a granel ha sido recibido por las librerías minoristas. El Times informó en 2013 de que "[no solemos] hacer seguimiento de las ventas de literatura clásica", y por lo tanto, por ejemplo, nuevas traducciones de Infierno de Dante no se podrían encontrar en la lista de Best Sellers.
El método exacto de recopilación de los datos obtenidos por los vendedores de libros está clasificado como secreto comercial. El editor de The New York Times Book Review, Gregory Cowles, explicó que el método "es un secreto tanto para proteger nuestro producto como para asegurar que las personas no puedan tratar de manipular el sistema. Incluso en la propia Book Review, nosotros no sabemos (el departamento de noticias y encuestas) los métodos precisos". En 1992, la encuesta abarcó más de 3000 librerías, así como a "mayoristas representativos con más de 28 000 puntos de venta, incluyendo tiendas de variedades y supermercados". En 2004, el número era de 4000 librerías, aunque el número de mayoristas no fue especificado. Los datos se ajustan para dar más peso a las librerías independientes, que están menos representadas en la muestra.
Las listas están divididas en ficción y no-ficción, impresos y e-book, rústica y cartoné; cada lista contiene 15 o 20 títulos. Las listas expandidas que muestran más títulos están disponibles en línea a través de la web de Book Review. Las listas han sido subdivididas en varias ocasiones. "Asesoramiento, Aprende cómo y Misceláneo" debutó como una lista de cinco libros el 1 de enero de 1984. Ésta se creó porque los best sellers de asesoramiento se agolpaban en ocasiones en la lista de no-ficción. Su superventas inaugural, The Body Principal de Victoria Principal, había sido número 10 y número 12 en las listas de no-ficción en las dos semanas anteriores. En julio del 2000, la lista "Best Seller infantiles" fue creada después de que la saga Harry Potter se mantuviera en los primeros puestos de la lista de ficción durante un prolongado período de tiempo. La lista infantil fue publicada mensualmente hasta el 13 de febrero de 2011, cuando ésta cambió a una vez por semana. En septiembre de 2007, la lista de ficción en rústica se dividió en las secciones "tomos" y "mercado masivo" con el fin de dar mayor visibilidad a los tomos que eran revisados más a menudo por el propio periódico. En noviembre de 2010, The New York Times anunció que rastrearía las listas de libros electrónicos más vendidos en ficción y no-ficción para comienzos de 2011. "RoyaltyShare, una empresa con sede en San Diego que realiza seguimiento de datos y agrega información de ventas para los editores, nos... proporcionará datos sobre los e-book". Las dos nuevas listas de libros electrónicos fueron publicadas por primera vez el 13 de febrero de 2011, por un lado combinando las ventas de libros impresos y electrónicos, y por el otro solo con las de los libros electrónicos (ambas listas también se subdividen en ficción y no-ficción). Además, una tercera nueva lista que rastrea las ventas combinadas de impresión (cartoné y rústica) en ficción y no ficción se publicó solo en la web. El 16 de diciembre de 2012, la lista infantil fue dividida en otras dos nuevas listas: grado medio (edades 8-12) y adolescentes (edades 12-18), y ambas incluyen las ventas en todas las plataformas (cartoné, rústica y electrónico).

## Críticas
La lista ha sido criticada por autores, editores, ejecutivos de la industria del libro y otros por no proporcionar una contabilidad exacta de la verdadera situación de los superventas. Estas críticas se remontan a los orígenes de la lista. Un informe de la industria del libro en la década de los 40 encontró que las listas de los libros más vendidos fueron un mal indicador de ventas, ya que se basaban en datos engañosos y solo estaban midiendo ventas rápidas (ver crítica de "ventas rápidas" más abajo). Un informe de 2004 citó a un alto ejecutivo de marketing de libros que dijo que el ranking fue "humo y espejos"; mientras que un informe en Book History encontró que muchos profesionales de la industria del libro "se burlaron de la idea de que las listas sean exactas".
Las críticas específicas son:
- Ventas rápidas.[4][16] Un libro que nunca entra en la lista puede vender más que los libros que ya están en ella. Esto es porque la lista de best sellers refleja las ventas en una semana determinada, no las ventas totales. Por lo tanto, un libro puede vender mucho en una semana determinada, entrando en la lista, mientras que otro puede que venda a un ritmo más lento, sin entrar nunca en la lista, pero vendiendo más copias a lo largo del tiempo.
- Doble contabilidad. Con la inclusión de los mayoristas en las encuestas junto a las librerías minoristas, los libros pueden tener una doble contabilidad.[4] Los mayoristas reportan cuánto venden a los minoristas, y los minoristas informan de cuánto venden a los clientes, por lo tanto puede haber superposición con el mismo libro contabilizado dos veces dentro de un plazo de tiempo determinado. Además, los minoristas pueden devolver los libros a los mayoristas meses más tarde si no los venden, lo que resulta como una venta que en realidad nunca se realizó.[4]
- Manipulación de autores y editores.[4] La autora Jacqueline Susann (El valle de las muñecas) intentó sobornar a libreros que informaban al Times y compró grandes cantidades de su propio libro.[4] El autor Wayne Dyer (Tus zonas erróneas) compró miles de copias de su propio libro.[4] Al Neuharth (Confessions of an S. O. B.), antiguo jefe de Gannett Company, compró para su Fundación Gannett dos mil copias de su autobiografía.[4] En 1995, los autores Michael Treacy y Fred Wiersema gastaron 200 000 $ para comprar diez mil ejemplares de The Discipline of Market Leaders en docenas de librerías.[4] Aunque ellos negaron las acusaciones, el libro se mantuvo 15 semanas en la lista. Como resultado de este escándalo el Times comenzó a colocar el símbolo de una daga junto a cualquier título para que las librerías informaran de los pedidos a granel. Sin embargo las dagas no aparecen siempre; por ejemplo Delivering Happiness de Tony Hsieh es conocido por haber sido manipulado con los pedidos a granel, pero no tenía una daga.[17] Las empresas que tienen contratos con los autores para manipular la lista a través de "campañas de best seller" incluyen ResultSource.[18]
- Manipulación de minoristas y mayoristas.[4] Sucede con regularidad que los mayoristas y los minoristas, deliberada o accidentalmente, manipulan los datos de ventas que reportan al Times.[4] Mientras estar en la lista de best sellers del Times aumenta las ventas de un libro, las librerías y los mayoristas podrán informar de que un libro es un superventas antes de que realmente lo sea, con el fin de que más tarde pueda convertirse en un "legítimo" superventas a través del aumento de ventas debido a su inclusión en la lista,[4] llevando a la propia lista a convertirse en una profecía para los libreros.
- La recopilación de datos. El Times ofrece a los libreros un formulario que contiene una lista de libros que cree que podrían ser best sellers, para marcar, con una alternativa "Otro" que rellenar manualmente.[4] Se ha criticado como una técnica de liderazgo para crear una lista de best sellers basada en los libros que el Times cree que habría que incluir.[4] Un librero lo comparó con una tarjeta de votación en la que proporcionan dos opciones para la presidencia: "Bill Clinton y Otro".[4]
- Conflictos de interés. Debido al alto impacto económico de hacer la lista, desde la década de los 70 los editores han creado cláusulas para los principales autores en las que se estipula que si un libro entra en la lista, el autor recibirá dinero extra según el lugar donde se ubique y el tiempo que se mantenga.[4] Los autores también pueden cobrar tarifas más altas con la condición de ser un superventas.[4] Como dijo Book History, "Con tanto en juego, no es de extrañar que un enorme esfuerzo de marketing vaya a conseguir una entrada en la agenda de esta importante herramienta de marketing".[4]

## Controversias
En 1983, el autor William Peter Blatty demandó a The New York Times por 6 millones de dólares, alegando que su último libro, Legión (filmado como El exorcista III) no había sido incluido en la lista por negligencia o falsedad intencional, argumentando que debería haber sido incluido por sus altas ventas. El Times respondió que la lista no era matemáticamente objetiva sino que era contenido editorial y por lo tanto protegido por la Constitución como libertad de expresión. Blatty recurrió a la Corte Suprema, que se negó a escuchar el caso. Por lo tanto, la sentencia en primera instancia confirmó que la lista es contenido editorial, no contenido fáctico-objetivo, así que el Times tenía el derecho a excluir libros de la lista.
En 1995, Michael Treacy y Fred Wiersema, autores de un libro titulado The Discipline of Market Leaders, se pusieron de acuerdo para manipular su libro y convertirlo en un superventas. Los autores supuestamente compraron más de 10 000 copias de su propio libro en pedidos pequeños y colocados estratégicamente en las librerías cuyas ventas se reportan a BookScan. Debido a los beneficios de hacer la lista (charlas, más ofertas de libros y consultoría...) los autores consideraron que la compra de su propio trabajo era una inversión que se pagaba por sí misma. El libro subió al número 4 de la lista, donde se mantuvo durante 15 semanas; también alcanzó el número 1 en la lista de best sellers de BusinessWeek. Aunque estos esfuerzos no son ilegales, los editores los consideran poco éticos.
En 1999, Amazon.com anunció un descenso del 50 % en el precio de los libros en la lista de más vendidos para superar a su competencia, Barnes & Noble. Tras una disputa legal entre Amazon y The New York Times, a Amazon se le permitió seguir usando la lista a condición de que apareciera en orden alfabético en lugar de en orden numérico. Desde el año 2010 (o antes), esto ya no ocurre; ahora Amazon muestra, por primera vez, la lista de best sellers en orden de mejores ventas.
En 2013, Forbes publicó una historia titulada "Here's How You Buy Your Way Onto The New York Times Bestsellers List". El artículo explica cómo ResultSource, una consultora de marketing con sede en San Diego, está especializada en asegurar que los libros entren en las listas de best sellers, incluso garantizando el puesto número 1 a aquellos que estén dispuestos a pagar lo suficiente. The New York Times fue informado de esta práctica y respondió: "The New York Times rastrea y tabula íntegramente las ventas de unidades semanales de todos los títulos reportados por los minoristas de libros como best sellers de interés general. No vamos a comentar nada más sobre nuestra metodología en las demás preguntas". The New York Times no alertó a sus lectores de esto, a diferencia de The Wall Street Journal, que admitió que varios libros habían entrado en su lista debido a campañas de ResultSource. Soren Kaplan, la fuente que admitió que había pagado a ResultSource para introducir su libro, Leapfrogging, en la lista de best sellers de The Wall Street Journal, reveló la metodología en su blog: "Si pudiera obtener pedidos a granel antes de que Leapfrogging se publicase, ResultSource compraría los libros en mi nombre utilizando su fórmula probada y verdadera. 3000 libros vendidos me meterían en la lista de best sellers de The Wall Street Journal. 11 000 me asegurarían un lugar en el premio más grande de todos, la lista de The New York Times".
En 2014, Los Angeles Times publicó un artículo titulado "Can bestseller lists be bought?". En él se describe cómo el autor y pastor Mark Driscoll contrató a la empresa ResultSource para introducir su libro, Real Marriage, en la lista de best sellers de The New York Times por 200.000 $. El contrato era para ResultSource "para llevar a cabo una campaña de éxito de ventas de su libro, Real Marriage, en la semana del 2 de enero de 2012. La campaña de best seller pretende colocar Real Marriage en la lista de best sellers de The New York Times en la lista de "Asesoramiento, Aprende Cómo y Misceláneo". Para conseguirlo, el contrato estipulaba que "RSI realizará al menos 11.000 pedidos en una semana". Finalmente se terminó llevando a cabo, y el libro alcanzó con éxito el número 1 en la lista de cartoné del 22 de enero de 2014.

## Estudios
Un análisis de la Stanford Business School sugiere que "la mayoría de compradores de libros parecen usar la lista del Times como señal de lo que merece la pena leer". El estudio concluye que los escritores menos conocidos obtienen mayores beneficios por estar en la lista, mientras que los autores más vendidos, como John Grisham o Danielle Steel, no ven beneficios adicionales de venta.